# Tetrapod (obiect de cult)
Tetrapodul este un obiect de cult reprezentând, un piedestal cu patru picioare, pe care se așază Evanghelia sau diferite obiecte de cult.
Tetrapodul mai este folosit și ca suport - dispus în mijlocul naosului - pentru icoana reprezentând hramul bisericii sau sfântul sărbătorit la data efectuării slujbei. În cultul creștin ortodox, când se citește evanghelia de pe tetrapod, acesta simbolizează „înălțimile de pe care a rostit Domnul cuvântările sale”, iar când servește ca suport pentru icoane înseamnă „locul de odihnă al sfinților”, la care credincioșii au obligația morală de merge în pelerinaj..

## Vezi și
- Analoghion
- Acoperământ de tetrapod